# Metro Local

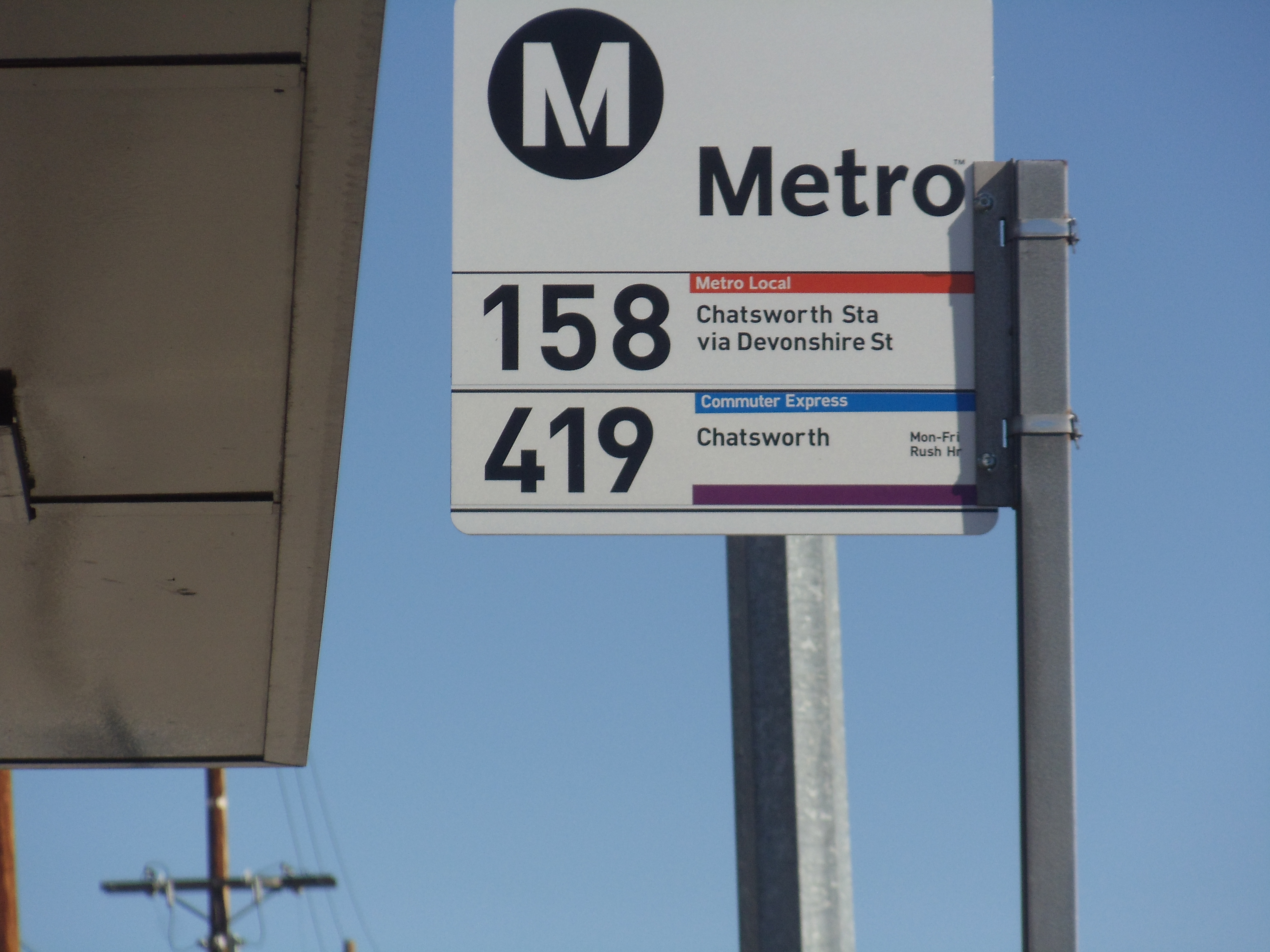
Typowy przystanek autobusowy w Los Angeles

Metro Local – system transportu autobusowego w hrabstwie Los Angeles, jeden z trzech obok sieci autobusów Metro Rapid i Metro Express.
System składa się z 191 linii obsługujących około 18 500 przystanków. Autobusy Metro Local charakteryzuje pomarańczowa kolorystyka. Operatorem systemu jest Los Angeles County Metropolitan Transportation Authority (LACMTA), obsługa wybranych linii została powierzona następującym operatorom: MV Transportation, Southland Transit, Veolia Transportation.

## Numeracja linii
- 1-99: autobusy jeżdżące do/z Downtown Los Angeles
- 100-199: autobusy jeżdżące na linii wschód-zachód
- 200-299: autobusy jeżdżące na linii północ-południe
- 300-399: autobusy pospieszne, jeżdżące na liniach obsługiwanych przez autobusy zwykłe. Tworzy się je zwykle poprzez dodanie cyfry 3 przed zwykłym numerem linii (np. pospieszna wersja linii 2 to 302). Większość z tych linii została zastąpiona systemem Metro Rapid.
- 600-699: transport wahadłowy i obsługa specjalna

Numeracje 400-499 i 500-599 oznaczają linie ekspresowe, nie należące do systemu Metro Local.